# Бурачиха (Архангельская область)
Бурачиха — железнодорожная станция (тип населённого пункта) в Няндомском районе Архангельской области Российской Федерации.

## География
Находятся при реках Няндома и Шавреньга. До ближайшего остановочного пункта (769 км) 3 км.

## История
Этимология названия неясна, предположительно оно восходит к слову «бурак» — «большой сосуд из берёсты цилиндрической формы». Основана в июне 1897 года как место проживания работников одноимённой железнодорожной станции. Для них в тот год были построены вокзал, три дома и бараки. 
В 1930-х годах в условиях строительства новых железнодорожных веток здесь был организован лесопункт. В первые годы работы лесозаготовками кратковременно занимались заключённые в лагере, репрессированные поляки (до 1939 года), солдаты-строители из роты (с 1941 года). Жители Бурачихи участвовали в Великой Отечественной войне, в память о чем в мае 1978 года был установлен памятник. С начала 1950-х годов в станции работала МДО-6, занимавшаяся строительством, что положительно сказалось на темпах увеличения жилищного фонда на станции: жители переселялись из бараков на квартиры в нововыстроенных щитово-брусовых домах, возводилась социально-культурная инфраструктура. В 1971 году была построена новая школа-восьмилетка. В бывшим здесь 1974 году журналистом были отмечены «новенький кирпичный вокзал, чистый асфальтированный перрон, новое здание исполкома, клуб, три магазина, столовая», а также нарушения трудодисциплины. 1989 году были открыты библиотека и пекарня, а затем в связи с экономическим кризисом 1990-х годов лесопункт закрылся. К 2012 году на станции остались «школа-девятилетка, детский сад, почта, медпункт, пекарня, лесопилка, вокзал, четыре магазина».
Ныне Бурачиха является туристическим местом.

## Население
| 2002 | 2010 | 2012 |
| ---- | ---- | ---- |
| 626  | ↘403 | ↗521 |